# ルイージ・カドルナ
ルイージ・カドルナ（Luigi Cadorna、1850年9月4日 - 1928年12月21日）は、イタリアの軍人、政治家、貴族。1850年、サルデーニャ王国の軍人ラッファエーレ・カドルナの息子としてヴェルバーニア郊外パッランツァに生まれる。1914年7月27日イタリア王国の参謀本部長となり、イタリア軍を率いた。1917年のカポレットの戦いでの敗北によりアルマンド・ディアズにその地位を譲った。
1913年から1928年まで元老院に在籍した。

## 第一次世界大戦
イタリアが大戦に参加した時、カドルナは総司令官を務め、87万名の兵士を率いて初期の4度の大攻勢を指揮した。カドルナは山岳陣地に篭るオーストリア軍へ単調な正面突撃を繰り返し、ゴリツィア占領を目指した作戦計画を達成できないままに25万人以上の戦死傷者を出した。カドルナはその後も計7回の攻勢を指揮し、六度目の攻勢の際には遂にゴリツィア占領に成功するが、それ以上進まずにオーストリア軍の戦線を突破する機会を逃した。加えてゴリツィアからトレンティーノに予備戦力を注いだが、地形の悪いトレンティーノへの戦力集中はむしろ勝機を失うばかりだった。
1917年10月24日のドイツ軍によるカポレットの戦いでの最たる敗因は彼が予備戦力を後方に置かなかった事であった。突破した部隊を抑える術を持たないイタリア陸軍は各地で包囲され27万人が降伏し、大きな損害を蒙って後退した。とはいえ各軍司令官の責任も軽視はできず、特にピエトロ・バドリオは適切な防御戦闘を行わなかった。カドルナは政府に総司令官職を解任され、後任のアルマンド・ディアス将軍によって軍司令官からも解任された。アルマンド・ディアスはドイツ軍が去った後の戦線で指揮をとり、ピアーヴェ川の戦いでオーストリア軍を撃破して、ヴィットリオ・ヴェネトの戦いで降伏に追い込んだ。カドルナは連合国司令部のイタリア代表として戦争には関わり続けた。
後世の歴史家はカドルナを「規律家」、「（第一次世界大戦の指揮官の中で）最も卑劣な無能者」と評した。彼は正面突撃に繰り返し投入される兵士に冷淡な態度で接し、また本国政府の意見や状態を考慮しなかった。また気に食わない将校を次々に解任して指揮系統や士気に悪影響を与えた。カポレットの時も配下に責任を押し付けて、多くの士官や将校を処刑した。戦後に軍事委員会でカポレットの責任問題が追及され、1919年に刊行された調査報告書でカドルナは非常に辛辣に批判された。それでもファシスト政権下では政府の宣伝の一環として復権され、元帥に叙任された。